# 1934 års författarkongress i Moskva
1934 års författarkongress i Moskva var Sovjetunionens författarunions första kongress. Maksim Gorkij var kongressens presidieordförande, och i presidiet satt även Konstantin Fedin, Vsevolod Ivanov, Leonid Leonov, Michail Sjolochov, Aleksandr Serafimovitj, Aleksej Tolstoj, Alexander Fadejev och Demjan Bednyj. Till förbundsstyrelsen valdes Boris Pasternak, Michail Zosjtjenko, Boris Pilnjak, Michail Prisjvin och Ilja Ehrenburg.
Under kongressen höll Andrej Zjdanov ett tal som befäste den socialistiska realismen som rådande norm, eller "metod", för den sovjetiska konsten. I sitt tal förklarade Zjdanov att en sovjetförfattare ska ”framställa verkligheten i sin revolutionära utveckling” och att ”sanningsenligheten och det historiskt konkreta i den konstnärliga gestaltningen ska kombineras med en ideologisk omdaning och utbildning av det hårt arbetande folket i socialismens anda. Denna metod inom litteraturen och litteraturkritiken är vad vi kallar den socialistiska realismen”. Vidare sa Zjdanov att den sovjetiska litteraturen inte kan vara "fientlig till romantiken, utan måste ha en ny slags romantik, en revolutionär romantik. Vi säger att den socialistiska realismen är den grundläggande metoden för litteraturen, och det förutsätter att revolutionär romantik ingår som en del i det litterära skapandet, för vårt partis hela liv, för den arbetande klassens hela liv och dess kamp består i en kombination av det mest stränga och samvetsgranna praktiska arbete och en stark känsla för heroiska handlingar och storslagna framtidsutsikter." Samtidigt svarade Nikolaj Bucharin för ett visst motstånd genom att varna för konsekvenserna av en alltför inskränkt litteraturpolitik, och kongressen erkände efter votering betydelsen av det ryska litterära arvet från Gogol, Pusjkin och Tolstoj.
I kongressen deltog ett flertal internationella gäster. Från Norge tillreste författaren Nordahl Grieg som, jämte Inger Hagerup, senare skulle bli sitt lands viktigaste motståndsdiktare under ockupationsåren. Från Danmark kom Martin Andersen Nexø, och från Sverige bland andra Moa och Harry Martinson, vilka har burit vitt skilda vittnesbörd om kongressen. Moa Martinson föreföll fullkomligt bländad av föreställningen och dess kringaktiviteter – hon skrev en artikel i Stockholmstidningen strax efter hemkomsten. Harry Martinsons kongresskildring i boken Verklighet till döds (1941) speglar ett personligt äckel inför den sovjetiska litteraturpolitiken.